# Kwame Alexander
Kwame Alexander (Manhattan, 21 agosto 1968) è uno scrittore statunitense.

## Biografia
Nato a Manhattan nel 1968 da padre scrittore e madre insegnante d'inglese, ha studiato medicina al Virginia Polytechnic Institute and State University.
Ha iniziato a scrivere poesie dopo aver frequentato un corso di Nikki Giovanni e nel corso della sua carriera ha pubblicato saggi, romanzi per ragazzi, libri illustrati e raccolte di liriche.
Nel 2015 è stato insignito della Medaglia Newbery per il romanzo in versi Crossover, storia di Josh, di suo gemello Jordan e del loro amore per la pallacanestro.

## Opere

### Romanzi
- He Said, She Said: A Novel (2013)
- Crossover (The Crossover, 2014), Firenze-Milano, Giunti, 2017 traduzione di Paolo Valentino ISBN 978-88-09-85014-9.
- Booked (2016)
- Solo con Mary Rand Hess (2017)
- Rebound (2018)
- Swing (2018)

### Libri illustrati
- Acoustic Rooster and His Barnyard Band (2011)
- Indigo Blume and the Garden City (2012)
- Little Boys Soar (2014)
- Surf's Up (2016)
- How to Read a Book (2019)
- The Undefeated (2019)

### Raccolte di poesie
- The Flow: New Black Poets in Motion (1994)
- Just Us: Poems & Counterpoems, 1986–1995 (1995)
- 360°: A Revolution of Black Poets (1998)
- Kupenda: Love Poems (2000)
- Dancing Naked on the Floor: poems and essays (2005)
- The Way I Walk: short stories and poems for Young Adults (2006)
- Crush: Love Poems (2007)
- Family Pictures: Poems and Photographs Celebrating Our Loved Ones (2007)
- An American Poem (2008)
- And Then You Know: New and Selected Poems (2008)
- The Book Party (2016)
- The Playbook: 52 Rules to Aim, Shoot, and Score in This Game Called Life (2017)

### Saggi
- Tough Love: Cultural Criticism and Familial Observations on the Life and Death of Tupac Shakur (1996)
- Do the Write Thing con Nina Foxx (2002)
- Kwame Alexander's Page-to-Stage Writing Workshop (2016)
- Animal ark: poesia e immagini per celebrare la natura (Animal Ark: Celebrating our Wild World in Poetry and Pictures) con Joel Sartore, Milano, White Star, 2017 ISBN 978-88-540-3496-9.

## Premi e riconoscimenti
- Medaglia Newbery: 2015 vincitore con il romanzo Crossover